# Tito Otacilio Crasso (pretore 217 a.C.)
Tito Otacilio Crasso (latino: Titus Octacilius Crassus) (256 a.C. circa – 211 a.C.) è stato un politico e generale romano.

## Biografia
Venne eletto pretore per l'anno 217 a.C.. Divenne anche pontefice e augure della religione romana.
Nel 215 venne creato duumviro al fine di dedicare il tempio alla dea Mente sul Campidoglio, a fianco di quello dedicato a Venere Ericina. Una volta consacrato il tempio, venne inviato in Sicilia con lo speciale incarico di comandante della flotta. Egli, partito con la flotta da Lilibeo, giunto in Africa devastò i territori intorno a Cartagine. Poi sulla strada di ritorno, intercettò la flotta cartaginese che, a seguito della sconfitta subita in Sardegna, fuggiva dall'isola e la sbaragliò. Si impadronì di sette navi con tutto l'equipaggio.
Nel 214 a.C. venne eletto pretore per la seconda volta, continuando a mantenere il comando della flotta romana in Sicilia, come l'anno precedente. E poiché era insistente la voce che vi fosse la guerra in Sicilia, Otacilio ricevette l'ordine di recarsi nell'isola con la flotta il più rapidamente possibile. E poiché mancavano i marinai, i consoli, in seguito ad una delibera del Senato, disposero che la flotta fosse equipaggiata con marinai pagati e mantenuti con il denaro di privati cittadini. Mantenne lo stesso incarico di prefetto della flotta in Sicilia anche nel 213 a.C. e nel 212 a.C..
Nel 212 a.C., quando l'assedio di Siracusa ebbe termine, grazie soprattutto al tradimento dell'ispanico Merico, che consegnò definitivamente la città nelle mani di Roma, pochi giorni prima della presa della città, Tito Otacilio Crasso passò dal Lilibeo ad Utica con 80 quinqueremi e, entrato nel porto all'alba, si impadronì di numerose navi da carico piene di grano. Quindi sbarcò e saccheggiò gran parte del territorio circostante la città cartaginese, per poi fare ritorno al Lilibeo due giorni più tardi, con 130 navi da carico piene di grano e di ogni sorta di bottino. Quel grano fu subito inviato a Syracusæ per evitare che la fame potesse minacciare vinti e vincitori.
Nel 211 a.C. a Tito Otacilio fu destinata nuovamente la difesa dei litorali di Sicilia con le stesse legioni e flotte dell'anno precedente: 100 navi e due legioni. Morì al termine di quell'anno.